# Citroën Xantia
El Citroën Xantia es un automóvil del segmento D que fue fabricado por la firma francesa Citroën en Rennes. Se fabricaron 1.216.734 ejemplares entre marzo de 1993 y marzo de 2001. El Xantia es el reemplazo del Citroën BX, y fue reemplazado sucesivamente por el Citroën C5. Su diseño corrió a cargo del carrocero italiano Bertone, resultando en un dos volúmenes y medio de cinco puertas.

## Historia
A finales de los años ochenta Citroën, bajo la tutela de Peugeot, empieza a proyectar el sustituto del Citroën BX. El modelo hidroneumático fue el más exitoso hasta la fecha, pero que llevaba desde 1982 en el mercado y empezaba a dar muestras de agotamiento comercial.
Mientras que la competencia iba a presentar modelos como el Renault Laguna o el Ford Mondeo, Citroën se debatía entre mantener una estética personal como su predecesor o el reciente XM, o bien algo más comercial y menos arriesgado. Los trazos de Bertone dieron la solución con una berlina de líneas personales, sobre todo en la resolución de su trasera de dos volúmenes y medio con un coeficiente aerodinámico de Cx=0,30 en las versiones de neumáticos más estrechos. El resultado final es de unas líneas menos personales que en modelos anteriores pero que permitían adaptarse mejor a un mercado cada vez más homogéneo. El propio cambio terminológico en el nombre de la berlina, abandonando las denominaciones de una consonante seguido de una equis, intentaba transmitir al público la idea de una nueva era en la marca.

## Prestaciones y comportamiento

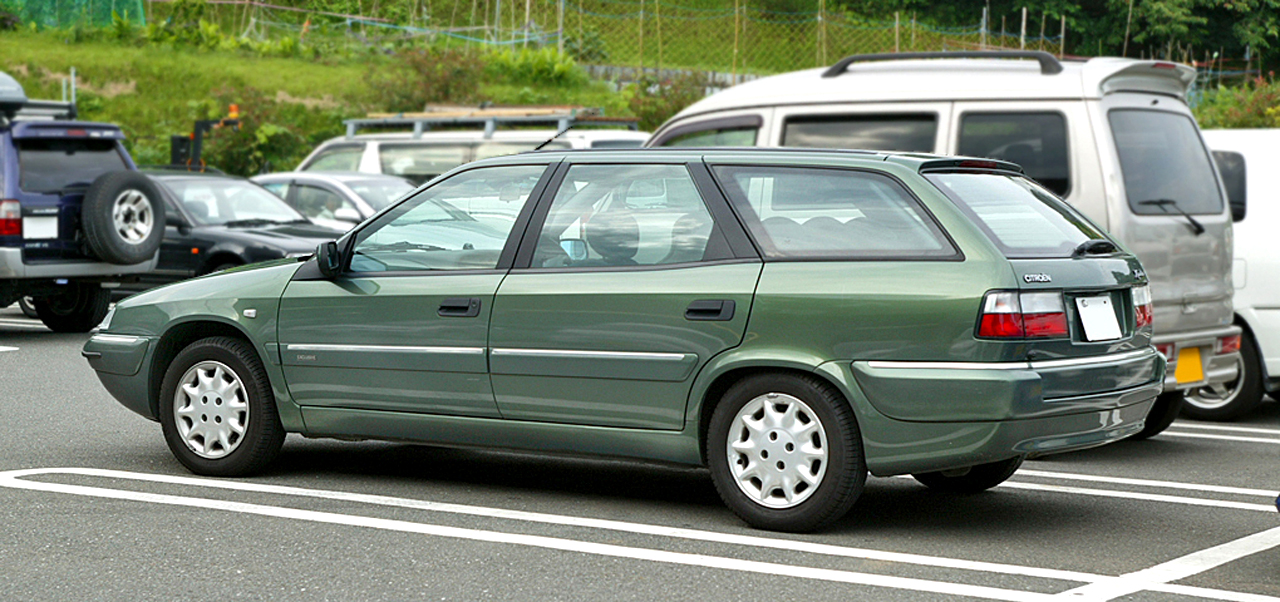
Citroën Xantia familiar.

Todo Citroën hidroneumático es una referencia en comportamiento y confort de marcha en su categoría, y si bien el BX empezó a flaquear en esto último sobre todo por sonoridad interior, la nueva berlina tenía al modelo XM como base para alcanzar cotas de referencia.
Para evitar el típico comportamiento subvirador de un vehículo de tracción, se instaló un eje trasero autodireccional que permitía modificar la alineación de las ruedas hasta en 3° mejorando notablemente la maniobrabilidad en curva, pero que exigía del conductor un pequeño período de adaptación.
Esto, sumado a la suspensión hidroneumática del Xantia lo hacía un coche extremadamente estable y con un agarre en curva excepcional aun sin tener un enfoque a una conducción deportiva.

## Suspensión hidroneumática

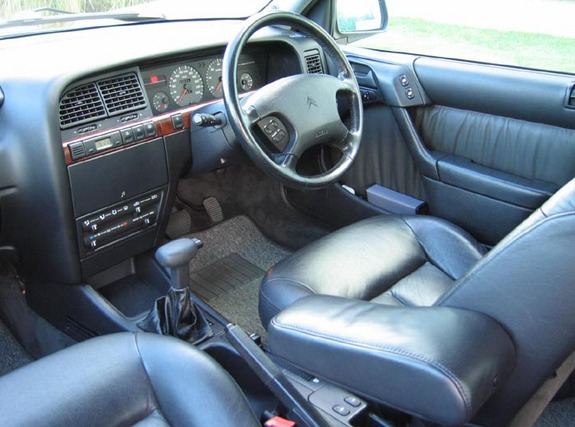
Interior del Xantia

Los modelos básicos incorporaban un circuito hidroneumático para la suspensión y frenos muy parecidos a los del BX, con control de altura al suelo constante y posibilidad de variar la misma en 3 posiciones: carretera, caminos y grandes obstáculos.
Las versiones más altas (motores 2.0 y 2.0 16 v en acabado VSX) partían de la hidroactiva equipada por el XM, pero con mejoras en su gestión electrónica que pasaría a denominarse: Hidroactiva II. Esta permitía modificar el comportamiento de la suspensión entre deportivo y confort a elección del conductor, o de forma automática si la situación de la carretera o tipo de conducción así lo recomendaba. La clave de todo este sistema era una tercera esfera por cada eje, que podía variar automáticamente la cantidad de gas que sustenta la carrocería. Era el único modelo en el mundo junto al XM que permitía variar la dureza del elemento sustentante.
En 1994 y para solucionar el inconveniente de una suspensión que pierde su altura al poco tiempo de apagar el motor, se instalan dos válvulas anticaída, una por cada eje, que impedían el retroceso del líquido LHM desde los cilindros de suspensión hasta el depósito.

## Suspensión Activa

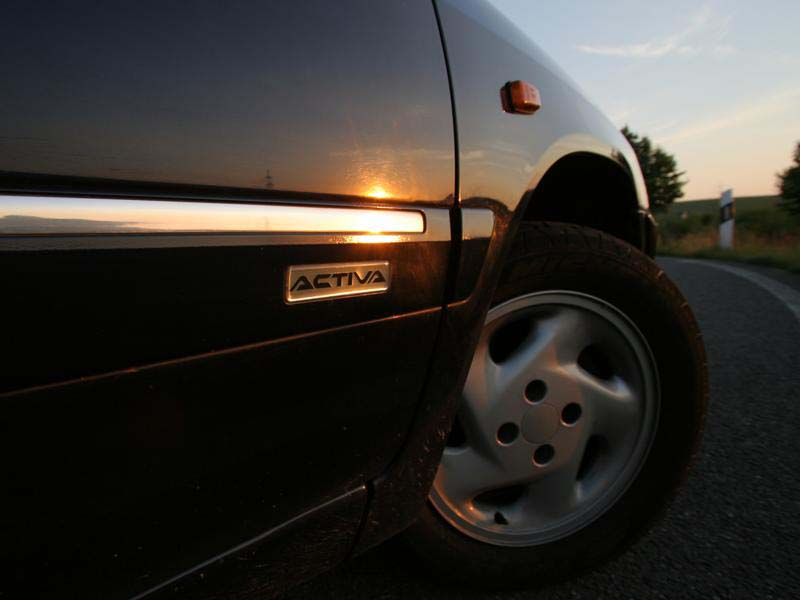
Xantia Activa

Incorporada en 1995, suponía un nuevo avance en la suspensión hidroneumática. Ahora dotada de un sistema antibalanceo en curva, que actúa sobre las barras estabilizadoras. "Presionando" sobre ellas en curva, limitando el balanceo y desconectándolas en recta, evitando el pernicioso efecto que produce una barra estabilizadora al confort pudiendo hacer a una rueda parasitaria de los movimientos de su rueda opuesta.
La suspensión de un automóvil siempre se ha movido en la disyuntiva entre confort y efectividad en curvas. Un Xantia Activa consigue aunar ambos extremos, consiguiendo una carrocería de inclinación casi nula, con una suspensión de confort superlativo. La clave esta en la instalación de dos cilindros hidráulicos solidarios a las barras estabilizadoras, dos esferas nuevas al circuito hidráulico y dos reguladores del sistema. Si el coche va en recta, las estabilizadoras van libres, conectándose en caso de que la carrocería se incline 0,3° y no permitiendo más de 0,5° de inclinación.
Los resultados dinámicos no se hacen esperar: En una prueba realizada en circuito de 2,5 km, un Xantia Activa aventaja en 6 segundos a un Volkswagen Golf V6 4Motion, siendo este último más potente. En las pruebas de adherencia en curva un Xantia normal soportaba 0,9 G frente a un Activa que soportaba 1,2 G de aceleración lateral, cifra esta última propia de modelos más prestacionales como el: BMW M3 , 911 Turbo y Honda NSX

## Xantia II

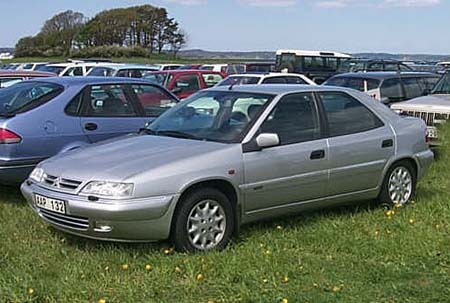
Reestilización del Xantia.

En 1997 ya se está trabajando sobre el restyling que adaptará el modelo al nuevo lenguaje de diseño de la marca y que verá la luz en 1998. Supuso importantes avances en seguridad pasiva y activa. En el exterior se rediseñaron los paragolpes, los pilotos traseros cambiaron la combinación de negro-rojo por blanco-rojo, se generalizan las llantas de 15 pulgadas, se modifica la calandra y el capó aportando una imagen más afilada. En equipamiento, el doble airbag es de serie (excepto en acabados de acceso a la gama), igual que los faros antiniebla, y se puede optar por instalar airbag laterales.
Asimismo la estructura se ve sometida a ciertos refuerzos para hacerla más resistente ante impactos. Se instalan refuerzos en los pilares A y las vigas de la parte delantera del habitáculo. Con ello se persigue una mejor puntuación en un posible futuro nuevo test de EuroNCAP, aunque este finalmente no se lleva a cabo (el primer modelo tan sólo había obtenido dos estrellas muy escasas, claramente insuficientes). 
Cabe destacar que el hecho de contar con airbag lateral, siendo este de tipo tórax-cabeza, eliminaría gran parte de los grandes problemas que tuvo el primer modelo durante el test del impacto lateral. 
En el interior se elimina la barra del salpicadero que ahora puede optar por una guantera, o bien, airbag de acompañante. El equipo opcional podía contar con lavafaros, sensores de lluvia, retrovisor reclinable con marcha atrás, retrovisores térmicos, etc.
En el chasis se aumenta el ancho de vías de la berlina a 1454 mm y 1502 mm. Los nuevos paragolpes hacen crecer al coche hasta los 4524 mm de largo en la berlina y 4712 en el break. Con las nuevas medidas de neumáticos, la altura de la carrocería aumenta hasta los 1400 mm.
En motores los cambios llegan en los diésel. El 1.9 diésel es sustituido por un 1.9 SD (76 CV) con turbo de bajo soplado (sin intercooler) que proporciona 74 CV y mejora la respuesta respecto al atmosférico gracias a su mayor par torsor. El HDi de 110 CV sustituye al anterior 2.1 TD de igual potencia, pero ahora con inyección directa por raíl común. Este motor supuso una importante mejora en consumo y suavidad de uso, siendo el primero de los diésel de nueva generación en el grupo PSA. 
Otro avance considerable era la introducción de la nueva caja de cambios automática, que sustituía al anterior cambio de convertidor de par. Frente a este tenía varios modos de funcionamiento: normal, sport y nieve. Con un comportamiento más rápido, suave y autoadaptativo a la conducción practicada.
Pocos cambios más sufrió el modelo, salvo la introducción del motor 2.0 HDi de 90 cv, como sustituto del 1.9 TD cuando este ya no podía hacer frente a la normativa anticontaminación.

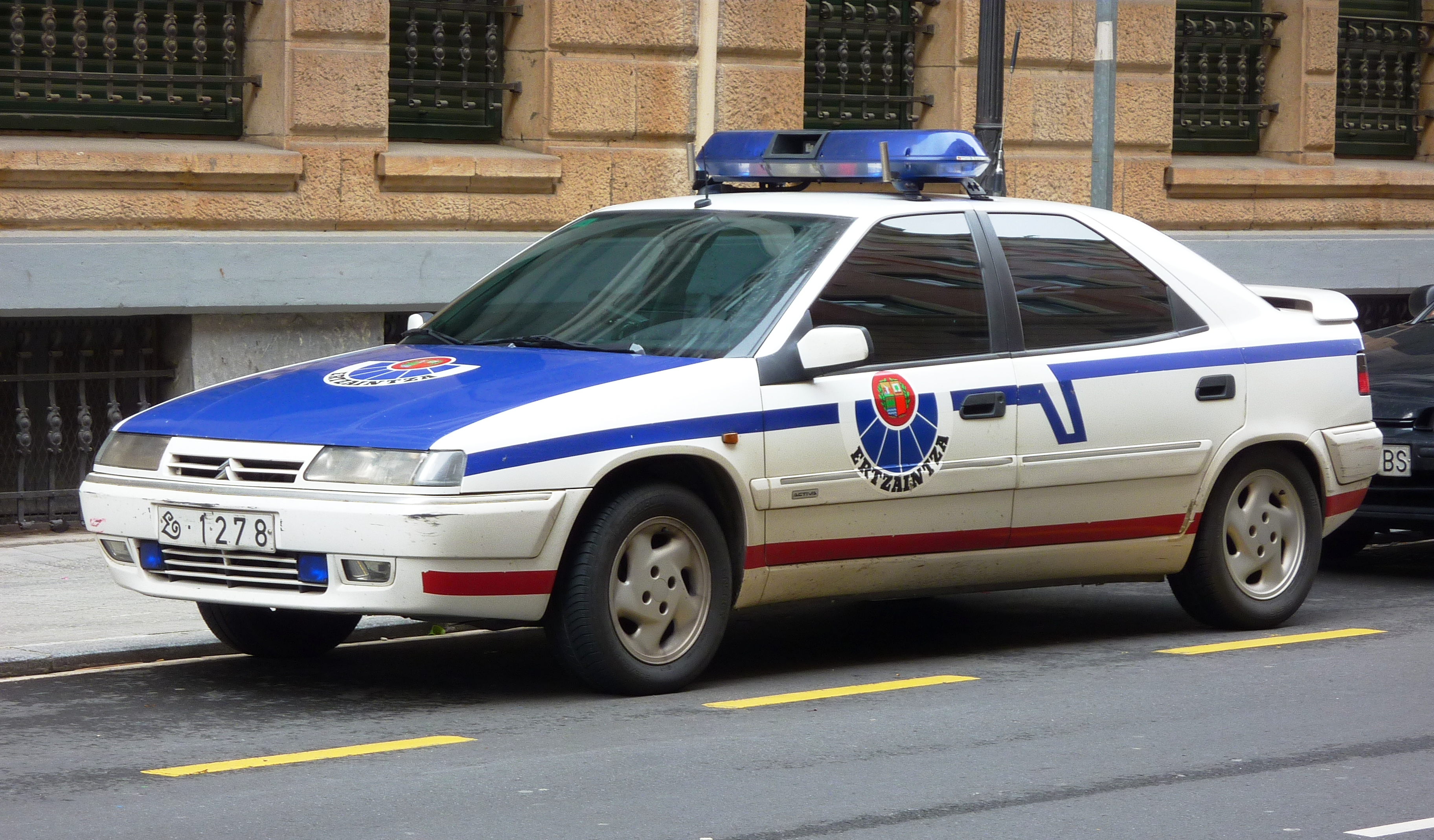
Un Xantia como coche de policía.

El precio del Citroën Xantia en pesetas en España era el siguiente:
Abril de 1998
- Xantia 1.6i SX 2.515.000.
- Xantia 1.8i 16V SX 2.790.000 (2.940.000 Break).
- Xantia 2.0i 16V SX 3.055.000 (3.205.000 Break).
- Xantia 2.0i 16V Exclusive 3.350.000.
- Xantia 2.0i TurboCT Activa 3.565.000.
- Xantia 3.0i V6 Exclusive 4.255.000.
- Xantia 3.0i V6 Activa 4.190.000.

- Xantia 1.9SD SX 2.710.000 (2.860.000 Break).
- Xantia 1.9TD SX 2.850.000 (3.000.000 Break).
- Xantia 1.9TD Exclusive 3.290.000.
- Xantia 2.1TD SX 3.290.000 (3.440.000 Break).
- Xantia 2.1TD Exclusive 3.570.000.
- Xantia 2.1TD Activa 3.880.000.

## Motorizaciones
| Periodo                        | 1994-1997             | 1992-1998                                         | 1995-2001             | 1995-2001                                         | 1992-1998                                         | 1992-1994               | 1994-1995              | 1995-2001                                         | 1995-2001                 | 1997-2001                                         |           |           |           |           |           |
| Identificación del motor       | XU5 M3/Z (BFZ)        | XU7 JP (LFZ)                                      | XU7 JB (LFX)          | XU7 JP4 (LFY)                                     | XU10 J2C (RFX)                                    | XU10 J4D/Z (RFY)        | XU10 J4D/Z (RFT)       | XU10 J4R (RFV)                                    | XU10 J2TE (RGX)           | ES9 J4 (XFZ)                                      |           |           |           |           |           |
| Tipo de motor                  | L4 8v                 | L4 8v                                             | L4 8v                 | L4 16v                                            | L4 8v                                             | L4 16v                  | L4 16v                 | L4 16v                                            | L4 8v, turbo, intercooler | V6 24v                                            |           |           |           |           |           |
| Diámetro x carrera             | 83.0 mm × 73.0 mm     | 83.0 mm × 81.4 mm                                 | 83.0 mm × 81.4 mm     | 83.0 mm × 81.4 mm                                 | 86.0 mm × 86.0 mm                                 | 86.0 mm × 86.0 mm       | 86.0 mm × 86.0 mm      | 86.0 mm × 86.0 mm                                 | 86.0 mm × 86.0 mm         | 87.0 mm × 82.6 mm                                 |           |           |           |           |           |
| Cilindrada                     | 1580 cm³              | 1761 cm³                                          | 1761 cm³              | 1761 cm³                                          | 1998 cm³                                          | 1998 cm³                | 1998 cm³               | 1998 cm³                                          | 1998 cm³                  | 2946 cm³                                          |           |           |           |           |           |
| Relación de compresión         | 8.9: 1                | 9.25: 1                                           | 9.5: 1                | 10.4: 1                                           | 9.5: 1                                            | 10.4: 1                 | 10.4: 1                | 10.4: 1                                           | 8.5: 1                    | 10.5: 1                                           |           |           |           |           |           |
| Potencia máxima: CV (kW) @ rpm | 88 CV (65 kW) @ 6000  | 101 CV (74 kW) @ 6000                             | 90 CV (66 kW) @ 5000  | 112 CV (81 kW) @ 5500                             | 121 CV (89 kW) @ 5750                             | 152 CV (6500 kW) @ 6500 | 150 CV (110 kW) @ 6500 | 132 CV (97 kW) @ 5500                             | 147 CV (108 kW) @ 5300    | 190 CV (140 kW) @ 5500                            |           |           |           |           |           |
| Par máximo: Nm @ rpm           | 128 Nm @ 2600         | 153 Nm @ 3000                                     | 147 Nm @ 2600         | 155 Nm @ 4250                                     | 176 Nm @ 2750                                     | 183 Nm @ 3500           | 183 Nm @ 3500          | 180 Nm @ 4200                                     | 235 Nm @ 2500             | 267 Nm @ 4000                                     |           |           |           |           |           |
| Tracción                       | Delantera             | Delantera                                         | Delantera             | Delantera                                         | Delantera                                         | Delantera               | Delantera              | Delantera                                         | Delantera                 | Delantera                                         | Delantera | Delantera | Delantera | Delantera | Delantera |
| Transmisión                    | Manual, 5 velocidades | Manual, 5 velocidades / Automática, 4 velocidades | Manual, 5 velocidades | Manual, 5 velocidades / Automática, 4 velocidades | Manual, 5 velocidades / Automática, 4 velocidades | Manual, 5 velocidades   | Manual, 5 velocidades  | Manual, 5 velocidades / Automática, 4 velocidades | Manual, 5 velocidades     | Manual, 5 velocidades / Automática, 4 velocidades |           |           |           |           |           |
| Peso                           | 1170 kg               | 1176 kg                                           | 1225 kg               | 1234 kg                                           | 1238 kg                                           | 1325 kg                 | 1325 kg                | 1299 kg                                           | 1376 kg                   | 1468 kg                                           |           |           |           |           |           |
| Aceleración 0–100 km/h         | 15.2 s                | 12.5 s                                            | 14.6 s                | 10.8 s                                            | 11.5 s                                            | 10.6 s                  | 10.6 s                 | 11.0 s                                            | 10.4 s                    | 8.2 s                                             |           |           |           |           |           |
| Velocidad máxima               | 175 km/h              | 188 km/h                                          | 180 km/h              | 194 km/h                                          | 198 km/h                                          | 213 km/h                | 213 km/h               | 203 km/h                                          | 213 km/h                  | 230 km/h                                          |           |           |           |           |           |
| Consumo combinado (L/100 km)   | 8.5                   | 8.2                                               | 8.4                   | 8.7                                               | 9.9                                               | 8.9                     | 8.9                    | 9.1                                               | 9.9                       | 10.9                                              |           |           |           |           |           |

| Periodo                        | 1993-1995                                         | 1995-1996                                         | 1996-2001             | 1993-1996                 | 1996-2001                                         | 1999-2001                                    | 1999-2001                                                 | 1995-1999                  |
| Identificación del motor       | XUD9 A (D9B)                                      | XUD9 Y (DJZ)                                      | XUD9 SD (DHW)         | XUD9 TE/L (D8B)           | XUD9 BTF (DHX)                                    | DW10 TD (RHY)                                | DW10 ATED (RHZ)                                           | XUD11 BTE (P8C)            |
| Tipo de motor                  | L4 8v                                             | L4 8v                                             | L4 8v, turbo          | L4 8v, turbo, intercooler | L4 8v, turbo, intercooler                         | L4 8v, inyección directa, common-rail, turbo | L4 8v, inyección directa, common-rail, turbo, intercooler | L4 12v, turbo, intercooler |
| Diámetro x carrera             | 83.0 mm × 88.0 mm                                 | 83.0 mm × 88.0 mm                                 | 83.0 mm × 88.0 mm     | 83.0 mm × 88.0 mm         | 83.0 mm × 88.0 mm                                 | 85.0 mm × 88.0 mm                            | 85.0 mm × 88.0 mm                                         | 85.0 mm × 92.0 mm          |
| Cilindrada                     | 1905 cm³                                          | 1905 cm³                                          | 1905 cm³              | 1905 cm³                  | 1905 cm³                                          | 1997 cm³                                     | 1997 cm³                                                  | 2088 cm³                   |
| Relación de compresión         | 23.0: 1                                           | 23.0: 1                                           | 21.8: 1               | 21.8: 1                   | 21.8: 1                                           | 18.0: 1                                      | 18.0: 1                                                   | 21.5: 1                    |
| Potencia máxima: CV (kW) @ rpm | 69 CV (51 kW) @ 4600                              | 68 CV (50 kW) @ 4600                              | 75 CV (55 kW) @ 4600  | 92 CV (68 kW) @ 4000      | 90 CV (66 kW) @ 4000                              | 90 CV (66 kW) @ 4000                         | 109 CV (80 kW) @ 4000                                     | 109 CV (80 kW) @ 4300      |
| Par máximo: Nm @ rpm           | 120 Nm @ 2000                                     | 120 Nm @ 2000                                     | 135 Nm @ 2250         | 196 Nm @ 2250             | 196 Nm @ 2250                                     | 205 Nm @ 1900                                | 250 Nm @ 1750                                             | 250 Nm @ 2000              |
| Tracción                       | Delantera                                         | Delantera                                         | Delantera             | Delantera                 | Delantera                                         | Delantera                                    | Delantera                                                 | Delantera                  |
| Transmisión                    | Manual, 5 velocidades / Automática, 4 velocidades | Manual, 5 velocidades / Automática, 4 velocidades | Manual, 5 velocidades | Manual, 5 velocidades     | Manual, 5 velocidades / Automática, 4 velocidades | Manual, 5 velocidades                        | Manual, 5 velocidades                                     | Manual, 5 velocidades      |
| Peso                           | 1210 kg                                           | 1210 kg                                           | 1230 kg               | 1252 kg                   | 1252 kg                                           | 1365 kg                                      | 1410 kg                                                   | 1385 kg                    |
| Aceleración 0–100 km/h         | 19.9 s                                            | 19.9 s                                            | 17.6 s                | 13.9 s                    | 14.1 s                                            | 14.1 s                                       | 12.5 s                                                    | 12.5 s                     |
| Velocidad máxima               | 160 km/h                                          | 160 km/h                                          | 162 km/h              | 180 km/h                  | 177 km/h                                          | 178 km/h                                     | 191 km/h                                                  | 190 km/h                   |
| Consumo combinado (L/100 km)   | 6.2                                               | 6.2                                               | 6.9                   | 6.9                       | 6.9                                               | 5.6                                          | 5.5                                                       | 7.0                        |

## Acabados
- Xantia "75 aniversario" (1998) (Australia)
- Xantia "ACTIVA"
- Xantia "Athena" (1997)
- Xantia "Atraction" (1999)
- Xantia "Atreverse" (1996)
- Xantia "Collection"
- Xantia "Cumpleaños" (1994) (América central y del Sur)
- Xantia "Dimension" (1994) (Gran Bretaña)
- Xantia "Exclusive"
- Xantia "Forte"
- Xantia "Harmony" (F) (1996)
- Xantia "Más"
- Xantia "Monaco" (1997)
- Xantia "Ocean"
- Xantia "Opera" (1998) (Suiza)
- Xantia "Plaisure" (1999)
- Xantia "Prestige" (1994)
- Xantia "Seduction" (1999)
- Xantia "Sensation" (1996)
- Xantia "SX"
- Xantia "Temptation" (1997)
- Xantia "Top"
- Xantia "Trend" (1999)
- Xantia "Vintage" (1999)
- Xantia "VSX"
- Xantia "X"
- Saipa Xantia (Irán)

### Prototipo
- Xantia Break buffalo 4x4 (1996) (Francia).[2]

## Críticas
El Citroën Xantia fue el primer modelo de la marca en recibir la suspensión Hidractiva 2, que llevaba a un escalón superior el concepto de confort de marcha. Citroën recibió el premio a la calidad de fabricación y el premio a la empresa del año en España por este modelo. 
La revista británica "Fleet News" le concede el premio al mejor coche del año y en Brasil, el modelo también es elegido coche del año. La Asociación Francesa de la Prensa Automóvil otorga por su parte dos premios al Xantia Activa: el premio a la innovación técnica y el galardón de la prensa del automóvil, "Car Magazine", el premio a la mejor innovación tecnológica.
En los años 90 la marca recurre al corredor Carl Lewis para subrayar el beneficio del Xantia Activa. La revista "Strategies" concede el Gran Premio Especial de la Publicidad por el conjunto de las acciones publicitarias de ese año.